# Die Tochter des Schmieds
Die Tochter des Schmieds ist ein Roman von Selim Özdoğan. Die in seiner Erstausgabe 318 Seiten umfassende anatolische Familiengeschichte, die im deutschen Delmenhorst endet, erschien 2005 im Aufbau-Verlag und wurde 2007 als Taschenbuch wiederveröffentlicht.

## Inhalt
Der Roman erzählt die Geschichte einer Familie in einer abgelegenen anatolischen Kleinstadt ab den 1940er Jahren. Im Zentrum der Handlung steht Gül, die Lieblingstochter eines Schmieds, deren Lebensverlauf sich zwischen Gegensätzen wie „Geborgenheit und Enge, Tradition und Neuzeit, Verzicht und Glück“ abspielt. Als Güls Mutter stirbt, zieht der Vater das Mädchen und seine Geschwister zunächst allein auf, bis eine neue Gattin die Mutterpflichten übernimmt. Diese erfüllt jene allerdings nur lieblos. So sieht sich die kleine Gül gezwungen, die Mutterrolle und Verantwortung für ihre Geschwister mit zu übernehmen, und wird früh erwachsen. Mit fünfzehn Jahren heiratet das Mädchen einen ungeliebten Mann und hat mit ihm zwei Kinder. Als dieser zum Arbeiten in ein anderes Land geht, folgt Gül ihm mit den Töchtern, allerdings ohne Hoffnung auf ein besseres Leben, womit die Kernerzählung endet. In ihrer anatolischen Zeit diktierte der Wechsel der Jahreszeiten ihr Leben; nach Jahren in Deutschland bleibt am Ende eine der ganz großen Lebenshoffnungen Güls, nur nicht im deutschen Winter sterben zu müssen. Die Frage nach der Abgrenzung zwischen Bescheidenheit und Unselbstständigkeit ist eines der übergeordneten Themen der Geschichte.

## Sprache
Özdoğan schildert die Biografie der Gül nach Einschätzung der Rezensenten in einer poetischen bis märchenhaften Sprache und beschwört damit eine träumerische Atmosphäre herauf.
Auch sah man in dem Werk eine Abkehr des Autors von der Popliteratur und einen Wandel zum echten Romancier.

## Übersetzung
Das Buch erschien 2007 unter dem Titel Demirci’nin Kızı auch in der Türkei. Die Übertragung ins Türkische besorgte İlhan Pınar.

## Rezensionen
Während eine Reihe von Printmedien den Roman äußerst positiv bewerteten (Kreuzer: Ein reifes, leichtes, weises Buch, Brigitte: Über Selim Özdoğan neuen Roman sagt (Fatih Akın): „(…) Wenn alle Menschen dieses Buch lesen würden, hätten wir mit Sicherheit eine bessere Welt. Sie wäre bedachter, lebenswerter, toleranter“ (…) Glauben Sie ihm!) und im Besonderen den Beitrag, den er zum „Verständnis unserer Nachbarn aus dem Südosten Europas“ leisten könne hervorhoben, empfand Clara Branco von der FAZ eine gewisse Monotonie dieses Lebensdokuments, von dem man sich zwar gern bewegen ließe, das aber „anspruchsvoller und entschlossener“ erzählt hätte sein sollen. Özdogans Stil sei „anmutig und salopp, empfindsam und floskelhaft“ zugleich und die so skizzierten Figuren auf seltsame Weise wenig berührend. Kai Wiegandt von der Süddeutschen Zeitung besprach das Werk dagegen uneingeschränkt positiv: „Wie auf einer Perlenkette reihe der 1971 geborene Autor seinen Schatz von Handlungen und Begebenheiten aneinander, ohne „Schnörkel“ oder aufgesetzte „Dramaturgie“. Und genau diese klare Erzählweise gebe dem Roman seine „epische“ Kraft und Schönheit“.

## Die Tochter des Schmiedsin Fatih Akıns FilmAuf der anderen Seite
Özdoğans Roman spielt eine Rolle in dem preisgekrönten Film Auf der anderen Seite (2007) von Fatih Akın. In ihrer ersten gemeinsamen Szene übergibt der deutschtürkische Germanistikprofessor Nejat (Baki Davrak) eine ins Türkische übersetzte Ausgabe des Buches seinem Vater Ali (Tuncel Kurtiz), seinerzeit als Gastarbeiter aus der Türkei nach Deutschland gekommen, mit der Bitte, es zu lesen. Auch Ali ist wie der Schmied in dem Roman bereits als junger Vater zum Witwer geworden und hat Nejat allein aufgezogen – eine Parallele zwischen Buch- und Filmhandlung. In einer späteren Szene kommt Die Tochter des Schmieds noch einmal vor.  Im Abspann des Films findet sich darüber hinaus eine explizite Aufforderung, das Buch zu lesen.

## Würdigungen
- Im Februar 2006 war das Buch „Buch des Monats“ der Goethe-Institute.[12]